# Not Your Kind of People
Albums de Garbage
Absolute Garbage
(2007) Strange Little Birds
(2016)
Not Your Kind of People est le cinquième album du groupe Garbage, sorti le 11 mai 2012.
La chanson "Not Your Kind of People" fut utilisée dans un des trailers du jeu d'Hideo Kojima: Metal Gear Solid V: The Phantom Pain.

## Liste des chansons
Toutes les chansons sont écrites et composées par Garbage.
| No  | Titre                      | Durée |
| --- | -------------------------- | ----- |
| 1.  | Automatic Systematic Habit | 3:18  |
| 2.  | Big Bright World           | 3:35  |
| 3.  | Blood for Poppies          | 3:38  |
| 4.  | Control                    | 4:12  |
| 5.  | Not Your Kind of People    | 4:57  |
| 6.  | Felt                       | 3:26  |
| 7.  | I Hate Love                | 3:54  |
| 8.  | Sugar                      | 3:59  |
| 9.  | Battle in Me               | 4:14  |
| 10. | Man on a Wire              | 3:07  |
| 11. | Beloved Freak              | 4:30  |

| 12. | The One                                                       | 4:43 |
| 13. | What Girls Are Made Of                                        | 3:47 |
| 14. | Love Like Suicide (uniquement sur l'édition Deluxe japonaise) | 3:49 |
| 15. | Bright Tonight                                                | 4:02 |
| 16. | Show Me                                                       | 5:14 |

## Musiciens
D'après le livret du CD :
Garbage
- Shirley Manson : chant, synthétiseurs, stylophone
- Duke Erikson : guitares, synthétiseurs, piano
- Steve Marker : guitares, synthétiseurs, bruits
- Butch Vig : batterie, boucles, effets sonores

musiciens additionnels
- Justin Meldal-Johnsen : basse (titres 1 à 8 et 11) (titres 12, 13, 15 et 16 de l'édition Deluxe)
- Eric Avery : basse (titres 9 et 10)
- Matt Chamberlain : batterie (titre 11) (titre 15 de l'édition Deluxe)
- Matt Walker : batterie (titre 16 de l'édition Deluxe)
- Ruby Winslow Marker et Bo Violet Vig : chœurs (titre 5)
- Irina Björklund : scie musicale (titre 8)
- Stevie Blacke : cordes (titre 7)

## Classements hebdomadaires
| Classement (2012)                   | Meilleure place |
| ----------------------------------- | --------------- |
| Allemagne (Media Control AG)        | 15              |
| Australie (ARIA)                    | 8               |
| Autriche (Ö3 Austria Top 40)        | 39              |
| Belgique (Flandre Ultratop)         | 28              |
| Belgique (Wallonie Ultratop)        | 10              |
| Canada (Canadian Albums Chart)      | 17              |
| Danemark (Tracklisten)              | 35              |
| Écosse (OCC)                        | 6               |
| Espagne (Promusicae)                | 29              |
| États-Unis (Billboard 200)          | 13              |
| États-Unis (Top Alternative Albums) | 1               |
| Finlande (Suomen virallinen lista)  | 46              |
| France (SNEP)                       | 15              |
| Irlande (IRMA)                      | 42              |
| Italie (FIMI)                       | 16              |
| Nouvelle-Zélande (RIANZ)            | 32              |
| Pays-Bas (Mega Album Top 100)       | 68              |
| Royaume-Uni (UK Albums Chart)       | 10              |
| Suisse (Schweizer Hitparade)        | 15              |